# 克劳迪奥·坎多蒂
克劳迪奥·坎多蒂（義大利語：Claudio Candotti，1942年11月29日—），意大利男子曲棍球运动员。他曾代表意大利国家队参加1960年夏季奥林匹克运动会曲棍球比赛，获得第十三名。